# 姆瓦瓦縣

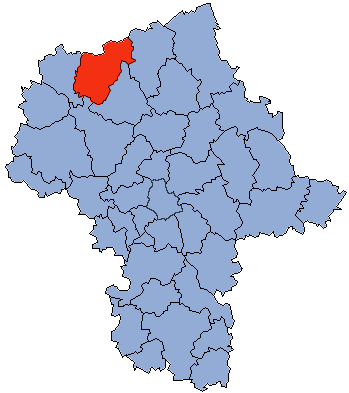

53°7′N 20°22′E / 53.117°N 20.367°E
姆瓦瓦縣（波蘭語：Powiat mławski），是波蘭的縣份，位於該國中東部，由馬佐夫舍省負責管轄，首府設於姆瓦瓦，面積1,182平方公里，2006年人口73,355，人口密度每平方公里62人。